# Planinska čuvarkuća
Planinska čuvarkuća (vazdaživa, vazdaživ, lat. Sempervivum tectorum) je biljka iz porodice Crassulaceae, naziva se još O zlu živo. Raste u planinama zapadne, srednje i južne Europe. Postoji i veliki broj kultiviranih odlika, a kao ukrasna biljka uzgaja se već oko 200 godina. Ljekovita je, a mladi su listovi jestivi.
Čuvarkuća je izvorno rasla po južnoeuropskim kamenjarima, a za njezinu rasprostranjenost zaslužan je Karlo Veliki koji ju je smatrao ljekovitom i naredio da se sadi radi te njezine ljekovitosti, tako da se biljka raširila cijelom Europom.
Cvjetna stapka koja izraste 10 do 30 centimetara prekrivena je malenim mesnatim na vrhu zašiljenim listićima, za koje se kaže da su ljekoviti. Listovi se sabiru od početka ožujka do kraja listopada, a njihovim tiještenjem dobiva se sok (Sempervivi tectori succus).
Od ljekovitih sastojaka u biljci se nalazi tanin, biljna sluz, masno ulje, smola, kalcijev malat, mravlja i jabučna kiselina.

## Vanjske poveznice
https://pfaf.org/user/Plant.aspx?LatinName=Sempervivum+tectorum